# Järpagöl
Järpagöl är en sjö i Vetlanda kommun i Småland och ingår i Mörrumsåns huvudavrinningsområde. Sjöns area är 0,051 kvadratkilometer och den är belägen 230 meter över havet.